# 3752 Camillo
Camillo (asteroide 3752, com a designação provisória 1985 PA) é um asteroide cruzador de Marte. Possui uma excentricidade de 0,3018 e uma inclinação de 55,5561º.
Este asteroide foi descoberto no dia 15 de agosto de 1985 por Eleanor F. Helin e Maria Antonietta Barucci.